# パッケリ
パッケリ（イタリア語: paccheri）は、パスタの一種。

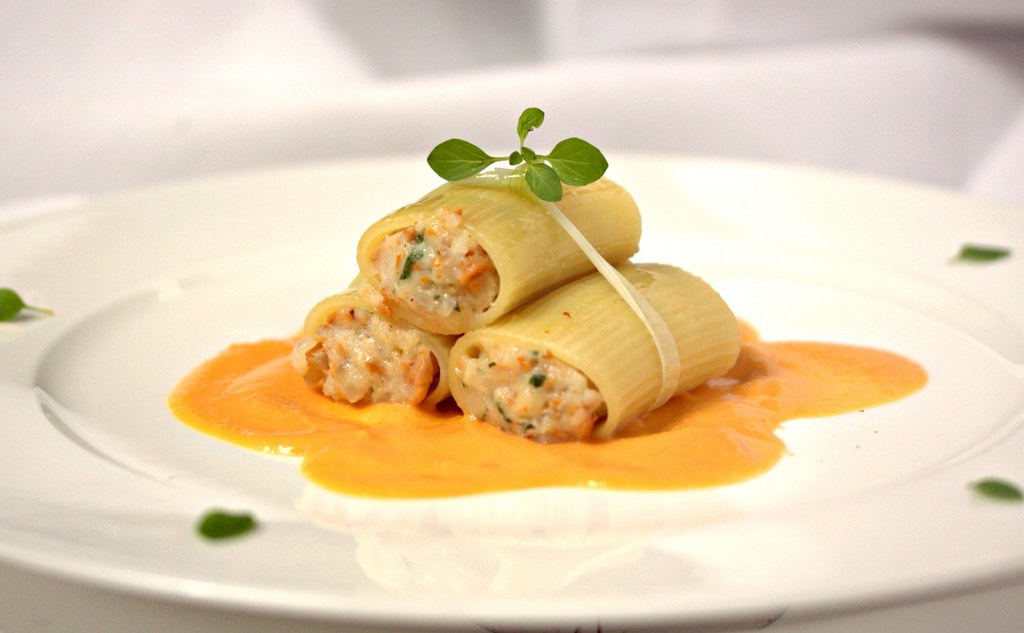
詰め物をしたパッケリ料理

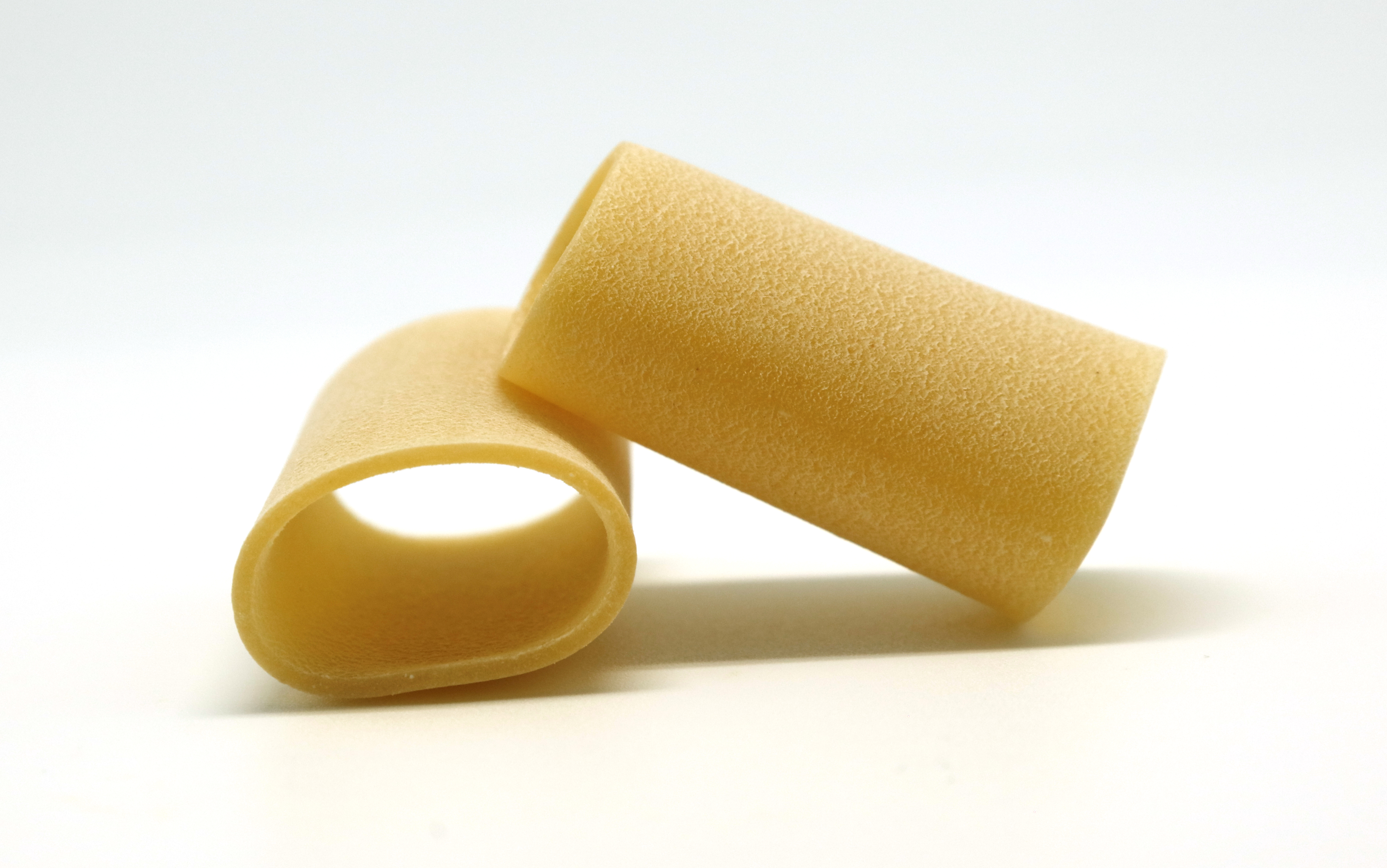
パッケリの乾麺

大きな筒状のショートパスタで、ナポリなど南イタリアでよく食されている。
魚介類や濃厚なソースと合うとされ、ソースで和えたり、カネロニのように筒の中に詰め物をすることもある。カネロニと比べた場合、パッケリのほうが短くて小さい。
「平手打ち」を意味する「pacca（パッカ）」が語源とされる。